# Dalton (Kumbria)
Dalton – przysiółek w Anglii, w Kumbrii. W 1961 roku civil parish liczyła 99 mieszkańców. Dalton jest wspomniana w Domesday Book (1086) jako Daltun.